# Admir Vladavić
Admir Vladavić (* 29. Juni 1982 in Ljubinje, SFR Jugoslawien) ist ein bosnischer Fußballspieler. Er spielt seit dem Sommer 2022 beim heimischen Amateurverein FK Bjelopoljac.

## Karriere

### Verein
Admir Vladavić begann seine Karriere beim FK Iskra Stolac und wechselte 2000 zu FK Velez Mostar. In Mostar war er einer der jüngsten Spieler, konnte sich aber durch seine Schnelligkeit und technischen Fähigkeiten durchsetzen. 2005 wechselte er zum FK Željezničar Sarajevo und 2007 zu MŠK Žilina in die Slowakei. Dort gewann er auf Anhieb die nationale Meisterschaft. Zwei Jahre später zog es Admir nach Österreich zu FC Red Bull Salzburg, mit denen er 2010 an der UEFA Europa League teilnahm und Österreichischer Meister wurde. Nachdem er aber nur sporadisch zum Einsatz kam und wechselte er nach nur einer Saison wieder zurück zu MŠK Žilina. Mit den Slowaken nahm er 2010/11 an der Champions League Gruppenphase teil, wo er gegen FC Chelsea, Olympique Marseille und Spartak Moskau zu Einsätzen kam. Im Sommer 2011 kehrte Vladavić erst zurück nach Bosnien zum FK Olimpik Sarajevo und kurze Zeit später schloss er sich dem MFK Karviná an. 2013 folgte von dort eine Ausleihe zum FK Velez Mostar und ein Jahr darauf der Wechsel zu den Sliema Wanderers auf Malta. Die Hinrunde der Saison 2014/15 verbrachte der Mittelfeldspieler erneut beim FK Velez Mostar und gab dann das Ende seiner Karriere bekannt. Doch acht Jahre später war Vladavić erst für den KroatienDrittligisten NK Pomorac Kostrena aktiv und seit dem Sommer 2022 spielt der mittlerweile 40-jährige in seiner Heimat für den Amateurverein FK Bjelopoljac.

### Nationalmannschaft
Am 28. Februar 2006 gab Vladavić  sein Debüt für die bosnisch-herzegowinische A-Nationalmannschaft in einem Testspiel gegen Japan (2:2). Bis 2009 kam er in acht weitern Partien der Auswahl zum Einsatz, ein Treffer gelang ihm jedoch nicht dabei.

## Erfolge
- Slowakischer Meister: 2007
- Österreichischer Meister: 2010

## Privates
Admir Vladavić ist verheiratet und hat einen Sohn, Zinedine, der nach dem berühmten französischen Fußballstar Zinédine Zidane benannt ist.